# Heroes (Projekte zur Gewaltprävention)
Heroes – gegen Unterdrückung im Namen der Ehre (Eigenschreibweise HEROES, dt.: Helden) nennen sich Projekte zur Gewaltprävention in verschiedenen Städten Deutschlands und Österreichs, in denen sich junge Männer mit Migrationshintergrund aus sozialen Milieus mit strikten Ehrvorschriften und patriarchalen Strukturen für die Gleichberechtigung der Geschlechter und Menschenrechte engagieren. Das Projekt in Berlin wurde in den ersten Jahren von der World Childhood Foundation gefördert. Vorangegangen war die Unterstützung gleichnamiger Projekte durch die Foundation in Schweden.

## Konzept
Heroes wurde 2007 als Projekt des Berliner Vereins Strohhalm e.V. durch die Soziologin Dagmar Riedel-Breidenstein nach schwedischem Vorbild in Berlin-Neukölln gegründet. Die ersten Projektleiterinnen waren die Genderwissenschaftlerin Jenny Breidenstein und die Soziologin Anna Rinder von Beckerath, die in einem ähnlichen Projekt in Schweden gearbeitet hatten. Heroes richtet sich an junge Männer, die sich mit überkommenen Vorstellungen von Ehre und Männlichkeit auseinandersetzen und Stellung beziehen wollen gegen Unterdrückung im Namen der Ehre. Das Projekt arbeitet mit deutschen jungen Männern im Alter von 16 bis 23 Jahren in zweiter oder dritter Generation vor allem aus der Türkei, arabischen Welt oder aus postsowjetischen Ländern zusammen. Pädagogische Fachkräfte bilden über mehrere Monate kleine Gruppen darin aus, in Schulen und Freizeiteinrichtungen Vorträge zu halten und Workshops durchzuführen, in denen über Themen wie Identität, Gleichberechtigung und Rechte von Frauen, Gewalt in Familien und Familienehre diskutiert und in Rollenspielen für selbstverständlich gehaltene Annahmen zu Fragen von Geschlechterverhältnis und Geschlechterrolle infrage gestellt werden. Die Rollenspiele werden von den Jugendlichen selbst entwickelt. Nach etwa einem dreiviertel Jahr wöchentlicher Gruppenarbeit erhalten sie ein Zertifikat und leiten in Schulklassen und Jugendgruppen eigenständig Workshops, um nach der Methode der Peer-Education als Vorbild für andere Jugendliche zu wirken. Für ihre Mitwirkung in den Workshops erhalten die Jugendlichen eine Vergütung. Das Projekt wurde von 2009 bis 2012 wissenschaftlich begleitet.  Heroes führt auch Fortbildungen für Lehrkräfte von Schulklassen mit multikultureller Zusammensetzung durch.
Seit April 2011 existiert ein weiteres Heroes-Projekt in Duisburg, getragen und begleitet vom Verein Jungs mit Unterstützung des Jugendamtes der Stadt, und seit November 2011 in München, hier unter dem Dach der Arbeiterwohlfahrt. Weiteres Heroes gibt es seit 2012 über den Verein Brücke in Augsburg, seit 2013, über den Verein DEGRIN – Begegnung und Bildung in Vielfalt e.V. in Nürnberg und in Schweinfurt läuft das Projekt über die Gesellschaft zur Förderung beruflicher und sozialer Integration (gfi gGmbH). Seit Mai 2015 ist das Projekt auch in Offenbach an den Start gegangen. Hier ist der Träger das Deutsche Rote Kreuz – Kreisverband Offenbach e.V. Weitere Projekte wurden auch in Österreich umgesetzt – im Jahr 2016 kam es zu einer ersten Projekteröffnung in Salzburg, 2017 folgte ein weiteres in der Steiermark. Die neuesten Projekte wurden in Leipzig über den Verein für interkulturelle Arbeit, Jugendhilfe und Schule e.V. (RAA Leipzig) und am Standort Schleswig-Flensburg (2020) über den Träger der Internationalen Bildungsstätte Jugendhof Scheersberg etabliert.

## Hintergrund
Anlass für die Projektgründung war der Ehrenmord an Hatun Aynur Sürücü im Jahr 2005. Hatun, die in Berlin als Kind kurdischer Eltern geboren wurde und aufwuchs, wurde im Alter von 16 Jahren zunächst mit ihrem Cousin in der Türkei verheiratet. Nachdem sich die junge Frau binnen eines Jahres aus der Ehe wieder gelöst hatte und schwanger zu ihrer Familie nach Berlin zurück.
Auch im Weiteren kämpfte sie beständig mit Unterstützung von Freunden und Behörden für eine selbstbestimmte Lebensweise. Sie verließ das elterliche Zuhause und bezog mit ihrem Sohn eine eigene Wohnung, holte ihrem Schulabschluss nach und begann eine Ausbildung zur Elektroinstallateurin. Dieses Verhalten kann bei einer streng traditionellen Auffassung von Familienehre als Schande, die über die Familie wird, eingeordnet werden.
In der Folge kann ein oft übermächtiger Handlungsdruck auf die männlichen Familienmitglieder entstehen. Dem entschlossenen und beständigen Kampf von Hatun Aynur Sürücü um eine freiheitliche, selbstbestimmte Lebensweise wurde im Februar 2005 durch ihren jüngeren Bruder, der die junge Frau mit drei Schüssen in den Kopf tötete, beendet.
Barbara Kavemann spricht in ihrem Abschlussbericht der wissenschaftlichen Begleitung des Projekts in Berlin im Auftrag der World Childhood Foundation von einer jahrelangen Diskussion zum Thema Ehrenmorde und Zwangsverheiratung. Das Projekt Heroes unterstütze dabei die Schutz- und Unterstützungseinrichtungen, wie Mädchennotdienst und Frauenhäuser, durch den wichtigen Aspekt der Arbeit mit den Söhnen und Brüdern aus Familien mit entsprechendem kulturellen Hintergrund. Das Selbstverständnis der am Projekt Beteiligten greife „die eigenen Diskriminierungserfahrungen der jungen Männer als Mitglieder eingewanderter Familien auf, sensibilisiert für die Unterdrückung anderer und spricht Mut und Tatkraft an“.
Für Ursula G. T. Müller ist Heroes ein Beispiel, wie „Antisexismus betrieben werden kann“. In dem Projekt gehe es darum, „Mädchen und Frauen ein gleichberechtigtes Dasein in unserer Gesellschaft zu ermöglichen“.

## Preise
Heroes wurde mit zahlreichen Preisen ausgezeichnet. Darunter im März 2012 mit dem Preis „Berliner Tulpe“ der Körber-Stiftung und am 23. Mai als „Botschafter für Demokratie und Toleranz“. Im Dezember desselben Jahres widmete der Rabbiner Daniel Alter seinen Fernsehpreis Bambi in der Kategorie „Integration“ dem Neuköllner Projekt für sein Engagement gegen Hass und Gewalt. 2013 erhielt das Projekt den Hildegard Hamm-Brücher Preis „Demokratie lernen und erfahren“ und 2014 den zweiten Preis des Hatun Sürücü-Preises des Landesverbands Berlin von Bündnis 90/Die Grünen.

## Kritik
Kritisiert wurden die Heroes von Ali Candemir von der DIDF-Jugend. Er verwies darauf, dass dem Projekt ein defizitärer und kulturalistischer Charakter anhänge. Seiner Ansicht nach richte sich die Arbeit des Projekts nicht gegen ein kulturelles, sondern ein soziales, durchaus reales Problem. „Ehrenmorde und Zwangsverheiratung sind nicht zu befürworten, aber sie sind auch nicht so verbreitet, wie das Projekt Heroes einem glauben machen will.“ Jungen Männern mit Migrationshintergrund, von denen die meisten in Deutschland geboren und aufgewachsen sind, in einem Projekt „richtige Werte“ vermitteln zu wollen, sei ein Armutszeugnis für die Integrationspolitik, die Sozialpolitik, die Arbeitsmarktpolitik und die Bildungspolitik in Deutschland.